# الكرم (المفرق)
الكرم منطقة سكنية تقع في لواء قصبة المفرق، محافظة المفرق في الأردن. تنتمي المنطقة لقضاء إرحاب الذي يضم 26 منطقة وسكانها من العمر من المشاقبة. يقدر عدد سكانها بـ 508 نسمة حسب إحصاء 2015.

## الوصلات الخارجية
- دائرة الاحصاءات العامة